# إل جي أوبتيموس 7 (موبايل)
إل جي أوبتيموس 7 (بالإنجليزية: LG Optimus 7)‏ هو هاتف ذكي من إل جي أليكترونيكس يعمل بنظام ويندوز فون، تم طرحه في الأسواق في نوفمبر 2010.

## الخصائص
- نظام التشغيل: ويندوز فون
- الكاميرا الخلفية: 5 ميجابكسل
- الشاشة: شاشة لمس إل سي دي
- الوزن: 159 غرام
- المعالج: 1 جيجا هرتز
- التخزين: 16 جيجابايت